# Maurice Girardot
Maurice Joseph Girardot, född 22 december 1921 i Paris, död 8 februari 2020, var en fransk basketspelare.
Girardot blev olympisk silvermedaljör i basket vid sommarspelen 1948 i London.